# Claude Traunecker
Claude Traunecker (* 14. November 1943 in Mulhouse) ist ein französischer Ägyptologe.

## Leben
Claude Traunecker studierte Ägyptologie bei Jean Leclant und Philippe Derchain in Straßburg, Paris und Lyon. In Kairo wurde er von Jean Yoyotte, Serge Sauneron, Paul Barguet und Jean-Claude Goyon unterwiesen. In den Jahren 1968 bis 1971 erhielt er, zusammen mit Georges Castel und Dimitri Meeks, in Deir el-Medineh zunächst eine praktische Ausbildung als Feldarchäologe. 1972 trat Traunecker dann mit einer Übersetzung der einstmals vom König Taharqa (690–664 v. Chr.) in Karnak gesetzten Texte zu den von ihm am Nil vollzogenen Wasserriten hervor. 1975 folgte unter Anleitung von Jean Yoyotte ein weiterer Bericht über die Krypten im Heiligtum der Göttin Opet zu Karnak. Sodann nahm er, zusammen mit Franc̣oise Le Saout und Olivier Masson, bis 1979 die in der Kapelle des Königs Hakor (392–380 v. Chr.) zu Karnak gesetzten Inschriften auf und übersetzte diese.
Seinem Promotionsthema begegnete Traunecker jedoch in Koptos. Erstmals hatte er 1975 das ca. 40 km nördlich von Luxor gelegene Fundgebiet von Koptos besucht und war von der Größe und dem Reichtum des dort angetroffenen, bis dahin unveröffentlichten Materials beeindruckt. Noch im selben Jahr kehrte er mit Serge Sauneron an den Fundort zurück und dieser sagte ihm seine Unterstützung bei der Aufnahme des inschriftlichen Materials und der Realisierung des Themas zu, doch leider verstarb dieser im darauffolgenden Jahr bei einem tragischen Autounfall. Daher nahm Traunecker das in Koptos vorgefundene epigraphische Material, welches noch reichhaltiger war als zunächst angenommen, zumeist alleine auf und legte es 1980 in Lyon bei Paul Barguet und Jean-Claude Goyon vor, wo er zu diesem Thema dann promovierte.
In den Jahren 1985 bis 1995 lehrte er an der École du Louvre in Paris sowie dann bis 1996 an der Universität Louvain in Belgien. Seit 1996 hatte er den Lehrstuhl für Ägyptologie an der Universität Straßburg inne und wurde im darauffolgenden Jahr 1997 zum Direktor des Ägyptologischen Instituts ernannt. Hier setzte er seine Lehrtätigkeit bis zu seiner Emeritierung im Jahre 2007 fort und bereitete anhand des Nachlasses von Johannes Dümichen sein wohl wichtigstes Forschungsvorhaben vor, nämlich die erneute Aufnahme der im Grab des königlichen Vorlesepriesters Petamenophis vorgefundenen, späterhin dann aber verloren gegangenen und daher in wesentlichen Teilen noch immer unveröffentlichten Inschriften.

## Bedeutung
Die wohl bedeutendsten Ergebnisse seiner ägyptologischen Laufbahn erzielte Traunecker in den Jahren 2004 bis 2015, als er in Zusammenarbeit mit Isabelle Régen und Silvia Einaudi die Aufgabe auf sich nahm, den seit über 100 Jahren verschossenen „Grabpalast“ des königlichen Vorlesepriesters Petamenophis zu erforschen und die dortigen Inschriften zu kopieren. Es ist mit 1062 m² Grundfläche das größte Grab gewesen, das jemals in Ägypten ausgegraben wurde und die auf über 2600 m² Wandfläche angelegten Reliefs, Friese und Inschriften waren durch Johannes Dümichen erst zu 15 % publiziert worden.
Auf 22 Räumen hatte Petamenophis hier in den Jahren ca. 680–660 v. Chr. über vier Etagen gehend ein enormes „Textreservoir“ angelegt, dass sich aus der gesamten Totenliteratur speiste. Petamenophis verfügte über umfassende philologische Kenntnisse. In den Sälen und Räumen seines Grabes fanden Traunecker und sein Team auf den Wänden literarische Zeugnisse vor, die aus Pyramiden, von Sarkophagen, sowie von Gräbern aus dem privaten wie königlichen Bereich stammten. Pyramiden- und Sargtexte, Bilder und Texte aus dem Totenbuch, dem Höhlenbuch, dem Pfortenbuch und den Unterweltsbüchern waren im Wesentlichen erhalten geblieben und konnten als fester Bestandteil des in diesem Grab angetroffenen Bild- und Textprogramms nachgewiesen und kopiert werden. Traunecker vergleicht diesen Fundkomplex daher mit einer „Bibliothek der altägyptischen Totenliteratur“ und sieht in dem Grabherrn „einen antiken Ägyptologen“, der versucht hat, das damalige Wissen um die ägyptische Totenliteratur in seinem Grab für die Nachwelt geordnet festzuhalten.
Tatsächlich sind die im Grab des Petamenophis gesetzten Texte und Bilder einem erkennbaren Konzept entsprechend angeordnet und folgen einem wohl durchdachten Plan. Das oftmals deutlich ältere Repertoire wurde von diesem Priester zudem nicht einfach nur kopiert, sondern auch modifiziert, ergänzt und aktualisiert. Selbst die Dekoration dieses Denkmals scheint als eine Art „Museumsgrab“ im Geiste einer „kuschitisch-saitischen Renaissance“ entworfen worden zu sein. Diese ägyptische Renaissance hat in der Zeit der Pharaonen Taharqa (690–664 v. Chr.) und Tanutamun (664–655 v. Chr.) stattgefunden. Es ist das große Verdienst Trauneckers, dass er mit Hilfe des von ihm geleiteten Teams dieses religionsgeschichtlich überaus bedeutende, große Archiv an Ritualtexten in seinem Vokabular vollständig aufnehmen ließ und zur Publikation frei gab. Erst jetzt können viele der über lange Zeit hinweg offen gebliebenen Fragen zur Nekropole des Al-Asasif als befriedigend gelöst betrachtet werden.